# Langebæk
Langebæk é um município da Dinamarca, localizado na região sul, no condado de Storstrom.
O município tem uma área de 101 km² e uma  população de 6 341 habitantes, segundo o censo de 2004.